# Geosynchronous Satellite Launch Vehicle
À ne pas confondre avec le lanceur Geosynchronous Satellite Launch Vehicle Mk III.
Le GSLV (acronyme de Geosynchronous Satellite Launch Vehicle c'est-à-dire Lanceur de satellite géosynchrone) est un lanceur développé par l'ISRO, l'agence spatiale indienne. C'est le lanceur indien le plus puissant et le plus récent. Son développement est décidé en 1990 pour permettre à l'Inde de lancer ses satellites en orbite géostationnaire. En effet cette tâche ne peut être assurée par le lanceur PSLV existant, de capacité réduite et plus ancien. Les performances du lanceur GSLV sont liées à la présence d'un dernier étage propulsé par un moteur-fusée consommant un mélange cryogénique d'hydrogène et d'oxygène liquide. Le lanceur a d'abord volé avec un étage cryogénique acheté à la Russie (version Mk I premier vol en 2001) avant qu'un développement national ne soit réalisé sous la pression des États-Unis inquiète de la diffusion de cette technologie (version Mk II premier vol en 2010). La mise au point du lanceur a été difficile avec seulement deux lancements complètement réussis sur les sept premiers vols. Le lanceur, qui a une masse d'environ 400 tonnes, peut placer 2,35 tonnes sur une orbite de transfert géostationnaire. Une nouvelle version Mk III à l'architecture complètement différente et à la capacité doublée a effectué son premier lancement en 2017.

## Historique

### La version Mk I

Les lanceurs indiens : de gauche à droite SLV, ASLV, PSLV, GSLV Mk I/II, GSLV Mk III.

L'Inde a développé ses propres lanceurs - SLV (premier vol en 1979), ASLV (1987) et enfin PSLV (1993) - en ayant recours essentiellement à la propulsion à propergol solide ou à des moteurs-fusées à ergols liquides utilisant des technologies anciennes (moteur Vikas). Depuis sa mise en fonction le lanceur PSLV assure le lancement de satellites nationaux vers l'orbite basse mais il n'est pas assez puissant pour desservir des orbites plus hautes. Pour parvenir à placer notamment ses satellites de télécommunications (INSAT) en orbite géostationnaire, l'agence spatiale indienne, l'ISRO, développe un nouveau lanceur baptisé GSLV (acronyme de Geosynchronous Satellite Launch Vehicle c'est-à-dire Lanceur de satellite géosynchrone). Pour atteindre les performances souhaitées (2,35 tonnes en orbite GTO) l'Inde fait appel pour la première version (Mk I) à des technologies importées.
Le premier étage est un gros propulseur à poudre directement dérivé du premier étage du PSLV de conception indienne flanqué de 4 propulseurs d'appoint à propergol liquides utilisant le moteur Vikas (version indienne du Viking propulsant les Ariane) très proches des PAL de l'Ariane 4. Le deuxième étage est propulsé par un moteur Vikas, tandis que le troisième étage est propulsé par un moteur russe RD-56M (KVD-1 dans la classification indienne) consommant un mélange très performant d'oxygène et d'hydrogène liquide. Ce moteur conçu par les motoristes soviétiques au début des années 1970 pour le dernier étage de la fusée géante lunaire N-1 n'a jamais volé. En 1993 l'Inde veut acquérir la licence de construction du moteur russe, mais la Russie doit refuser sous la pression des États-Unis qui considère qu'il s'agit d'une violation de diffusion des technologies de missile. La Russie vend sept moteurs et l'Inde décide de développer son propre moteur. Six lancements de la version Mk I utilisant le moteur russe ont lieu dont 4 échecs (2 totaux et 2 partiels).

### La version Mk II
La version Mk II se différencie de la version précédente par son moteur cryogénique CE-7.5 (CUS). Celui-ci est de fabrication indienne mais sa conception en fait un quasi clone du moteur russe dont il reprend les caractéristiques (dimension, masse) et les performances (poussée, impulsion spécifique). Le premier vol a lieu le 15 avril 2010. Le lancement est un échec à la suite d'une défaillance du troisième étage. Le deuxième lancement, plusieurs fois retardé, a finalement lieu le 4 janvier 2014 et est un succès.

### La version Mk III
L'Inde a développé une version Mk III du lanceur très différente pour doubler les performances de la Mk II (4,5 tonnes sur une orbite de transfert géostationnaire). Cette version Mk III  reprend l'architecture des fusées Ariane 5 et Titan  avec deux énormes propulseurs à poudre flanquant le premier étage qui fournissent 80 % des 9100 kN de poussée totale au décollage et représentent les trois quarts de la masse totale du lanceur (640 tonnes). Le premier étage utilise deux moteurs Vikas dans une version améliorée. Le lanceur dispose d'un étage de moins que ses prédécesseurs : le dernier étage cryogénique oxygène/hydrogène utilise un nouveau moteur de fabrication nationale CE-20 avec une poussée presque triplée (200 kN) par rapport au moteur CUS équipant la génération précédente. Le premier lancement a eu lieu le 18 décembre 2014 avec un étage cryogénique factice avec comme objectif de valider le fonctionnement en vol des gros propulseurs à propergol solide. La fusée qui emportait le démonstrateur de rentrée atmosphérique CARE, a effectué un vol suborbital avec succès. À l'issue du vol la charge utile a amerri dans l'océan Indien et a été récupérée. Le premier vol du nouveau lanceur dans sa configuration opérationnelle a eu lieu le 5 juin 2017 et place avec succès le satellite de télécommunications indien GSAT-19 de 3,1 tonnes. 

Diagramme de la version Mk III.
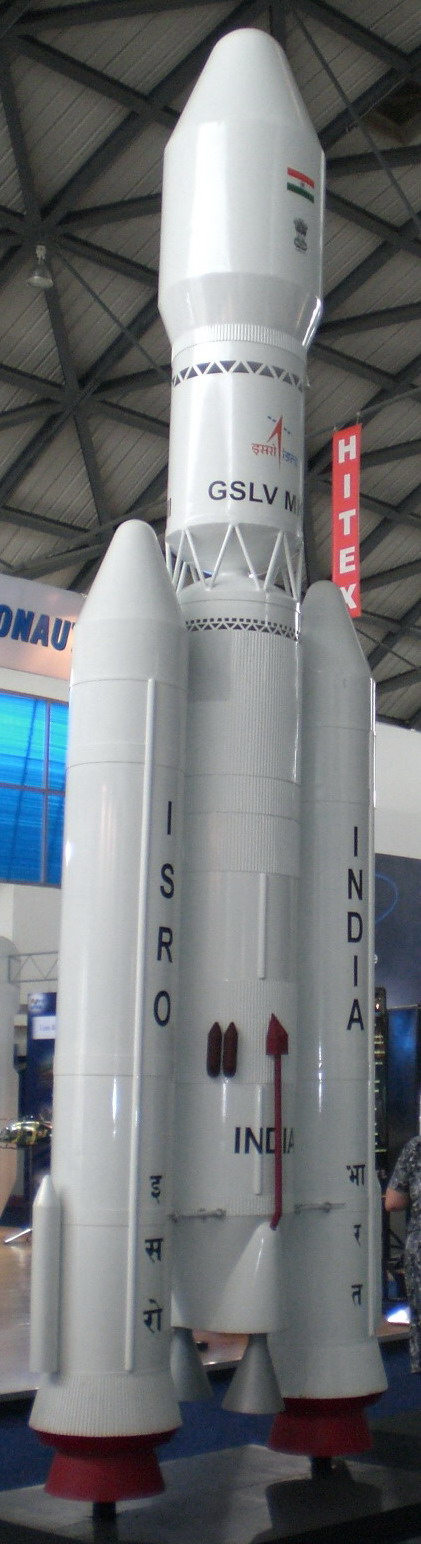
Maquette de la GSLV Mk III.

## Caractéristiques techniques
| Version                             | Mk I                           | Mk II              | Mk III (à titre indicatif) |
| ----------------------------------- | ------------------------------ | ------------------ | -------------------------- |
| Statut                              | Retiré                         | Opérationnel       | Opérationnel               |
| Date vols                           | 4/2001 - 12/2010               | 4/2010 -           | 12/2014                    |
| Vols/échecs/échecs partiels         | 6 / 2 / 2                      | 6 / 1              | 2                          |
| Masse totale                        | 412,8 t.                       | 421,8 t.           | 639 t.                     |
| Longueur                            | 49,99 m.                       | 49,99 m.           | 42,43 m.                   |
| Charge utile                        | GTO : 2,31 t.                  | GTO : 2,35 t.      | GTO : 4 t.                 |
| Propulseurs d'appoint               | 4 x GS-0 (L-40)                | 4 x GS-0 (L-42)    | 2 x S-200                  |
| Dimension (longueur × diamètre))    | 19,70 × 2,10 m                 | 19,70 × 2,10 m     | 25 × 3,20 m                |
| Masse (dont carburant)              | 179,8 t (159,4 t)              | 188 t (168 t)      | 478 t (413,3 t)            |
| Poussée maximale (dans le vide)     | 2710 kN (au niveau de la mer)  | 2710 kN            | 7757 kN                    |
| Impulsion spécifique (dans le vide) | 281 s                          | 288 s              | s                          |
| Durée de fonctionnement             | 147 s                          | 155 s              | 128,6 s                    |
| Moteur                              | Vikas 2+                       | Vikas 2+           | propergol solide           |
| Type propergol liquide              | UH25/N2O4                      | UH25/N2O4          | HTPB                       |
| Premier étage                       | GS-1 (S-138)                   | GS-1 (S-138)       | L-110                      |
| Dimension (longueur × diamètre)     | 20,30 × 2,80 m                 | 20,30 × 2,80 m     | 23,9 × 4 m                 |
| Masse (dont carburant)              | 166,5 t (138,24 t)             | 166,5 t (138,24 t) | 128 t. (110 t)             |
| Poussée maximale (dans le vide)     | 4386 kN (au niveau de la mer)  | 4386 kN            | 1430 kN                    |
| Impulsion spécifique (dans le vide) |                                |                    | 315 s                      |
| Durée de fonctionnement             | 108 s                          | 108 s              | 200 s                      |
| Moteur                              | propergol solide               | propergol solide   | Vikas X                    |
| Type propergol                      | PBHT                           | PBHT               | UH25/N2O4                  |
| Deuxième étage                      | GS62 (L-39.5)                  | GS62 (L-39.5)      | C-25                       |
| Dimension (longueur × diamètre)     | 12,3 × 2,8 m                   | 12,3 × 2,8 m       | 8,2 x 4 m                  |
| Masse (dont carburant)              | 45,05 t (39,65 t)              | 45,05 t (39,65 t)  | 29 t (25,6 t)              |
| Poussée maximale (dans le vide)     | 804,5 kN (au niveau de la mer) | 804,5 kN           | 200,6 kN                   |
| Impulsion spécifique (dans le vide) | 302 s                          | 302 s              | 444 s                      |
| Durée de fonctionnement             | 146 s                          | 146 s              | 555 s                      |
| Moteur                              | Vikas 4+                       | Vikas 4+           | CE-20                      |
| Type propergol                      | UH25/N2O4                      | UH25/N2O4          | LH2/LOX                    |
| Troisième étage                     | GS3 (C12.5)                    | GS3 (C15.0)        |                            |
| Dimension (longueur × diamètre)     | 8,72 × 2,8 m                   | 8,72 × 2,8 m       |                            |
| Masse (dont carburant)              | 17,3 t (15,2 t)                | 17,3 t (15,2 t)    |                            |
| Poussée maximale (dans le vide)     | 73,6 kN (au niveau de la mer)  | 73,55 kN           |                            |
| Impulsion spécifique (dans le vide) | 462 s                          | 460 s              |                            |
| Durée de fonctionnement             | 920 s                          | 915 s              |                            |
| Moteur                              | KVD-1                          | CUS                |                            |
| Type propergol                      | LH2/LOX                        | LH2/LOX            |                            |
| Coiffe                              |                                |                    |                            |
| Dimension (longueur × diamètre)     | 8,66 x 4 m                     | 8,66 x 4 m         | 10,3 x 5 m                 |
| Masse (dont carburant)              | 1,8 t.                         | 1,8 t.             | ?                          |

## Historique des lancements
| N° vol               | Version | Date de lancement | Base de lancement            | Charge utile                        | Type                                         | Orbite          | Masse    | Résultat                                             |
| D1                   | Mk.I(a) | 18 avril 2001     | Centre spatial Satish-Dhawan | GSAT-1 (en)                         | Satellite de télécommunications expérimental | géostationnaire | 1 540 kg | Échec partiel                                        |
| D2                   | Mk.I(a) | 8 mai 2003        | Satish Dhawan                | GSAT-2 (en)                         | Satellite de télécommunications expérimental | géostationnaire | 1 825 kg | Succès, qualification du lanceur                     |
| F01                  | Mk.I(b) | 20 septembre 2004 | Satish Dhawan                | EDUSAT                              | Satellite de télécommunications expérimental | géostationnaire | 1 950 kg | Succès, 1er vol avec une charge utile opérationnelle |
| F02                  | Mk.I(b) | 10 juillet 2006   | Satish Dhawan                | INSAT-4C (en)                       | Satellite de télécommunications              | géostationnaire | 2 168 kg | Échec                                                |
| F04                  | Mk.I(b) | 2 septembre 2007  | Satish Dhawan                | INSAT-4CR                           | Satellite de télécommunications              | géostationnaire | 2 160 kg | Échec partiel                                        |
| D3                   | Mk.II   | 15 avril 2010     | Satish Dhawan                | Healthsat (nommé GSAT-4 (en))       | Satellite de télécommunications expérimental | géostationnaire | 2 220 kg | Échec                                                |
| F06                  | Mk.I(c) | 25 décembre 2010  | Satish Dhawan                | GSAT-5P (en)                        | Satellite de télécommunications              | géostationnaire | 2 310 kg | Échec                                                |
| D5                   | Mk.II   | 5 janvier 2014    | Satish Dhawan                | GSAT-14 (en)                        | Satellite de télécommunications              | géostationnaire | 1 980 kg | Succès                                               |
| D6                   | Mk.II   | 27 aout 2015      | Satish Dhawan                | GSAT-6                              | Satellite de télécommunications              | géostationnaire | 2 140 kg | Succès                                               |
| F05                  | Mk.II   | 8 septembre 2016  | Satish Dhawan                | INSAT-3DR                           | Satellite météorologique                     | géostationnaire | 2 200 kg | Succès                                               |
| F09                  | Mk.II   | 5 mai 2017        | Satish Dhawan                | Satellite SAARC (nommé GSAT-9 (en)) | Satellite de télécommunications              | géostationnaire | 2 330 kg | Succès                                               |
| F08                  | Mk.II   | 29 mars 2018      | Satish Dhawan                | GSAT-6A (en)                        | Satellite de télécommunications              | géostationnaire | 2 117 kg | Succès                                               |
| F11                  | Mk.II   | 19 décembre 2018  | Satish Dhawan                | GSAT-7A (en)                        | Satellite de télécommunications              | géostationnaire | 2 250 kg | Succès                                               |
| F10                  | Mk.II   | 12 août 2021      | Satish Dhawan                | GISAT 1                             | Satellite d'observation                      | géostationnaire | 2 268 kg | Échec                                                |
| F12                  | Mk.II   | 29 mai 2023       | Satish Dhawan                | NVS-01                              | Satellite de positionnement par satellites   | géostationnaire | 2 232 kg | Succès                                               |
| F14                  | Mk.II   | 17 février 2024   | Satish Dhawan                | INSAT-3DS (en)                      | Satellite météorologique                     | géostationnaire | 2 275 kg | Succès                                               |
| F15                  | Mk.II   | 29 janvier 2025   | Satish Dhawan                | NVS-02                              | Satellite de positionnement par satellites   | géostationnaire | 2 250 kg | Succès                                               |
| Lancements planifiés |         |                   |                              |                                     |                                              |                 |          |                                                      |